# Aït Daoud (Maroc)
Pour les articles homonymes, voir Aït Daoud.
Aït Daoud (en amazighe : ⴰⵢⵜ ⴷⴰⵡⵓⴷ, arabe : آيت داود) est une ville et commune — municipalité — de la province d'Essaouira, dans la région Marrakech-Safi, au Maroc.
Altitude : 351 m
Région : Marrakech-Safi
Population : 2 497 hab. (2004)
Province : Essaouira